# Antony E. Raubitschek
Antony E. Raubitschek (vollständiger Name Antony Eric Raubitschek, ursprünglich Anton Erich Raubitschek, * 4. Dezember 1912 in Wien, Österreich-Ungarn; † 7. Mai 1999 in Palo Alto) war ein US-amerikanischer Althistoriker und Epigraphiker österreichischer Herkunft.

## Leben
Anton Raubitschek war der Sohn des Mediziners Hugo Raubitschek (1881–1955) und seiner Frau Gertrud (1887–1973). Sein Vater war ursprünglich jüdischen Glaubens, ließ sich aber 1902 katholisch taufen. Raubitschek studierte Klassische Philologie, Alte Geschichte und Archäologie an der Universität Wien. Sein besonderes Interesse galt schon im Studium der Epigraphik, die damals in Wien von Adolf Wilhelm vertreten wurde. Mit Wilhelm unternahm Raubitschek eine einjährige Studienreise nach Athen (1934–1935), auf der er erste archäologische und epigraphische Feldstudien betrieb. Er nahm Inschriften auf der Akropolis in Athen auf und verkehrte im Österreichischen und Deutschen Archäologischen Institut. Nach seiner Rückkehr nach Wien verfasste Raubitschek seine Dissertation bei Johannes Mewaldt über den lateinischen Dichter Lukrez. Die Ergebnisse seiner Dissertation, mit der er 1935 zum Dr. phil. promoviert wurde, veröffentlichte er 1938 in gekürzter Form.
Nach der Promotion ging Raubitschek 1937 erneut nach Athen, wo er als Stipendiat des Österreichischen Archäologischen Instituts lebte. Gemeinsam mit Benjamin Dean Meritt überprüfte er die Inschriften der Stadt Athen für die Inscriptiones Graecae. An der American School of Classical Studies at Athens lernte er außerdem die Stipendiatin Isabelle Kelly (1914–1988) kennen, die er später heiratete. Nach dem Ablauf seines Stipendiums 1938 kehrte er nicht nach Wien zurück, sondern folgte einer Einladung Merritts an das Institute for Advanced Study in Princeton, New Jersey. Dort unterstützte er Merritt bei der Bearbeitung der griechischen Inschriften und heiratete 1941 Isabelle Kelly, mit der er vier Kinder bekam. Seine Eltern emigrierten ebenfalls in die USA und wurden in Princeton ansässig.
Von 1942 bis 1947 lehrte Raubitschek Latein und Griechisch an der Yale University, ab 1947 war er Associate Professor of Classics an der Princeton University. 1963 ging er als Professor of Classics an die Stanford University, wo er 1974 zum Sadie Denham Patek Professor of Humanities ernannt wurde. 1978 trat er in den Ruhestand, blieb aber weiterhin in Lehre und Forschung tätig. Raubitschek war Gastprofessor an verschiedenen Universitäten und pflegte internationale Kontakte mit zahlreichen Forschern. Das Deutsche und das Österreichische Archäologische Institut wählten ihn zum korrespondierenden Mitglied. Am 30. März 1999 erhielt er das Österreichische Ehrenkreuz für Wissenschaft und Kunst.
Raubitscheks Forschungsarbeit umfasste weite Bereiche des Altertums. Sein Forschungsschwerpunkt war die Geschichte Athens von der Archaik bis zur Spätantike, zu der er zahlreiche Aufsätze veröffentlichte. Inhalt seiner epigraphischen Forschungen war auch immer der Versuch, Inschrift und Denkmal oder Gebäude zu verbinden. Sein wichtigstes Buch stellt die 1949 publizierte Untersuchung der Weihinschriften von der Athener Akropolis dar.
Aus seinem Testament stiftete Raubitschek eine Professur an der Stanford University (Antony and Isabelle Raubitschek Professor in Classics).

## Schriften (Auswahl)
- Epikureische Untersuchungen. Maschinenschriftliche Dissertation, Wien 1935. Im Auszug veröffentlicht unter dem Titel: Zu einigen Wiederholungen bei Lukrez. In: American Journal of Philology. Band 59 (1938), S. 218–223
- mit John S. Creaghan: Early Christian epitaphs from Athens. Woodstock 1947
- Dedications from the Athenian Akropolis. A catalogue of the inscriptions of the sixth and fifth centuries B. C. Cambridge, Mass., Archaeological Institute of America 1949 (Digitalisat).
- mit Isabelle K. Raubitschek: The Trojan Women, by Euripides. New York 1954
- mit Herbert Hoffmann: Early Cretan armorers. Mainz 1972
- Dirk Obbink, Paul A. Vander Waerdt (Hrsg.): The School of Hellas. Essays on Greek History, Archaeology and Literature. Oxford 1991
- The Autobiography of A. E. Raubitschek. Edited with Introduction and Notes by Donald Lateiner. Newcastle upon Tyne 2014 (Digitalisat).